# Circondario di Parchim
Il circondario di Parchim (in tedesco: Landkreis Parchim) era un circondario del Land tedesco del Meclemburgo-Pomerania Anteriore. Esistette dal 1994 al 2011.

## Storia
Il circondario fu creato nel 1994.
Il 4 settembre 2011 fu fuso con il circondario di Ludwigslust, formando il nuovo circondario di Ludwigslust-Parchim.

## Geografia antropica
Al momento dello scioglimento, il circondario di Parchim si compone di un comune extracomunitario (Amtsfreie Gemeinde) e otto comunità (Ämter), che raggruppavano complessivamente 7 città e 73 comuni.

### Comuni extracomunitari (Amtsfreie Gemeinden)
1. Parchim, Città * (19.187)

### Comunità (Ämter)
sede del capoluogo *
| - 1. Banzkow 1. Banzkow * (2.132) 2. Plate (3.544) 3. Sukow (1.514) - 2. Crivitz 1. Barnin (479) 2. Bülow (394) 3. Crivitz, Città * (4.806) 4. Demen (1.106) 5. Friedrichsruhe (971) 6. Göhren (401) 7. Tramm (618) 8. Zapel (460) - 3. Eldenburg Lübz 1. Gallin-Kuppentin (613) 2. Gischow (296) 3. Granzin (536) 4. Herzberg (374) 5. Karbow-Vietlübbe (440) 6. Kreien (425) 7. Kritzow (551) 8. Lübz, Città * (6.539) 9. Lutheran (335) 10. Marnitz (836) 11. Passow (773) 12. Siggelkow (1.019) 13. Suckow (663) 14. Tessenow (703) 15. Wahlstorf (152) 16. Werder (431) | - 4. Goldberg-Mildenitz 1. Diestelow (491) 2. Dobbertin (1.303) 3. Goldberg, Città * (3.616) 4. Mestlin (907) 5. Neu Poserin (599) 6. Techentin (604) 7. Wendisch Waren (404) - 5. Ostufer Schweriner See 1. Cambs (734) 2. Dobin am See (1.990) 3. Gneven (403) 4. Godern (337) 5. Langen Brütz (511) 6. Leezen * (2.227) 7. Pinnow (1.629) 8. Raben Steinfeld (1.141) - 6. Parchimer Umland (Sede: Parchim) 1. Damm (546) 2. Domsühl (1.132) 3. Grebbin (525) 4. Groß Godems (394) 5. Groß Niendorf (248) 6. Karrenzin (657) 7. Lewitzrand 8. Rom (908) 9. Severin (279) 10. Spornitz (1.479) 11. Stolpe (404) 12. Ziegendorf (751) 13. Zölkow (674) | - 7. Plau am See 1. Barkhagen (611) 2. Buchberg (631) 3. Ganzlin (582) 4. Plau am See, Città * (5.804) 5. Wendisch Priborn (472) - 8. Sternberger Seenlandschaft 1. Blankenberg (451) 2. Borkow (536) 3. Brüel, Città (3.022) 4. Dabel (1.458) 5. Hohen Pritz (501) 6. Kobrow (478) 7. Kuhlen-Wendorf (1.007) 8. Langen Jarchow (284) 9. Mustin (501) 10. Sternberg, Città * (4.619) 11. Weitendorf (493) 12. Witzin (519) 13. Zahrensdorf (385) |